# Mê sách

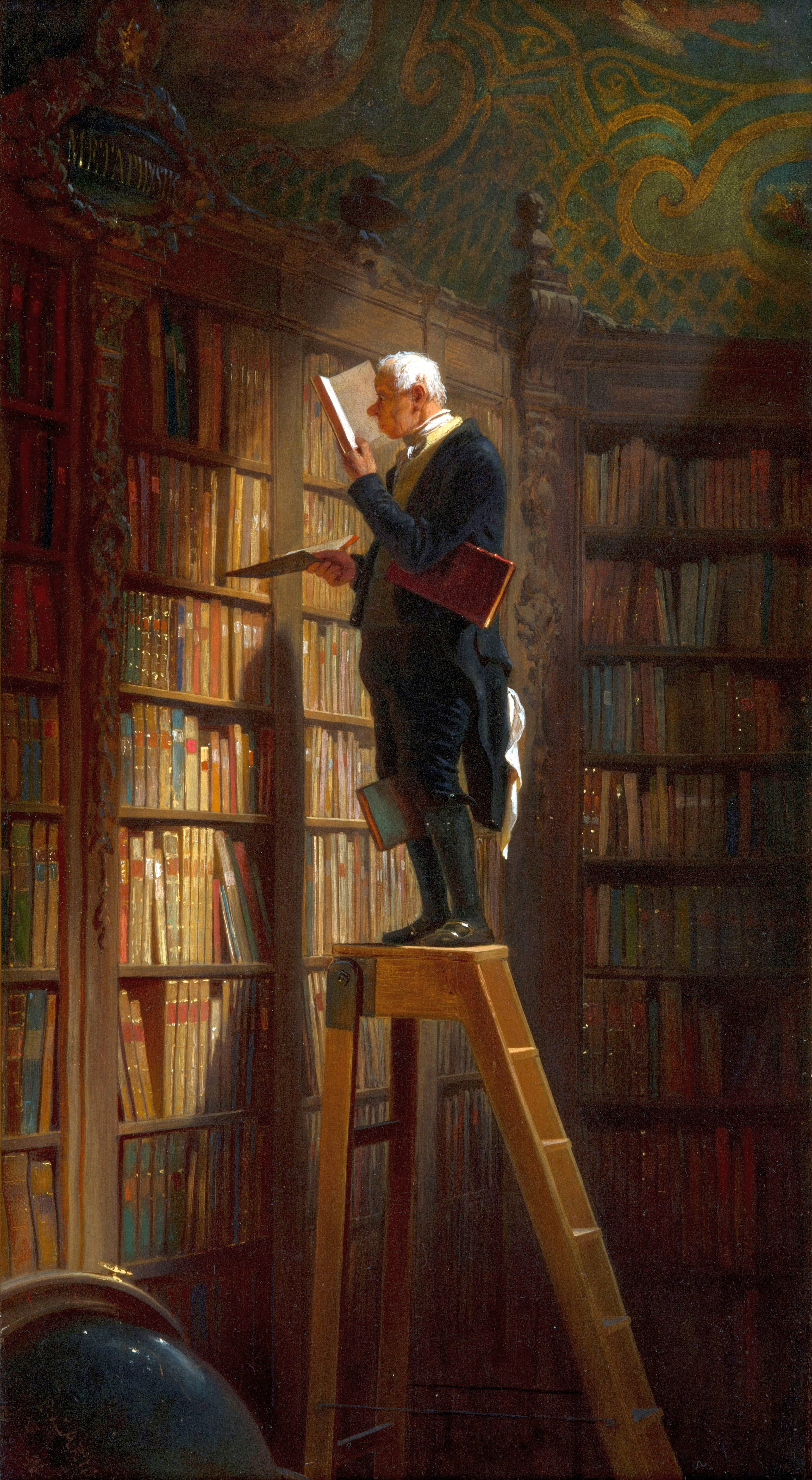
Họa phẩm về một con mọt sách đang chăm chú nghiên cứu sách trong một thư viện

Người mê sách (tiếng Anh: bibliophile) hay con mọt sách (tiếng Anh: bookworm) là những người yêu thích và thường xuyên đọc sách hoặc có thú vui sưu tầm sách. Những người yêu sách có thể có cả bộ sưu tập sách lớn, với thể loại đồ sộ hoặc chuyên ngành. Họ có thể rất coi trọng các phiên bản cũ, sách cũ, những bản thảo, bản sao có chữ ký hoặc phiên bản minh họa. Người mê sách (Bibliophilia) khác với bệnh mê sách (Bibliomania) là một nỗi ám ảnh cưỡng chế (OCD) thôi thúc họ phải có hành vi thu thập, chất chồng, tích trữ sách, mà chứng bệnh này có thể ảnh hưởng đến các mối quan hệ giữa các cá nhân hoặc sức khỏe của họ. Thuật ngữ con mọt sách ("Bibliophile") đã được sử dụng từ năm 1820 và gắn liền với những nhân vật lịch sử như Bác tước Spencer và J.P. Morgan, những người nổi tiếng với bộ sưu tập sách đồ sộ của họ. Người yêu sách cổ điển thích đọc, ngưỡng mộ những giá trị và sưu tầm sách như một thú vui thanh tao, trí thức, hợp thời. 
Thuật ngữ "mọt sách" thường được dùng như một ẩn dụ để mô tả một người đọc tham lam, một người đọc không phân biệt hoặc một người yêu sách, mới đầu khi được sử dụng lặp đi, lặp lại thì nó có hàm ý tiêu cực, tức là chỉ một kẻ lười biếng suốt ngày vùi đầu đọc sách thay vì làm việc hoặc vận động hoặc chỉ về những thư sinh trói gà không chặt, với cặp kính cận dày cộm, chỉ biết đến sách vở, giáo điều, không có thực tiễn. Qua nhiều năm, ý nghĩa của nó đã chuyển sang hướng tích cực hơn chỉ về những người yêu thích sách, thích đọc sách và trân quý sách vở, tri thức. Một nghĩa khác của từ này là "một người chú ý nhiều hơn đến các quy tắc chính thức và kiến thức sách vở hơn mức họ đáng được hưởng", thường tích lũy một bộ sưu tập lớn và chuyên biệt. Những người yêu sách thường sở hữu những cuốn sách họ yêu thích hoặc có giá trị đặc biệt, cũng như các phiên bản cũ có bìa sách khác thường (được các nghệ nhân đóng sách tỷ mỉ), có chữ ký hoặc bản sao minh họa. "Hội mê sách" là một thuật ngữ phù hợp để chỉ một nhóm thiểu số những người trong hội sưu tầm sách. Nói chung, yêu thích và ham đọc sách là thói quen tốt và bổ ích, thể hiện thái độ chăm học, tìm hiểu kiến thức và được khuyến khích, ngược lại thì việc lười đọc sách là một vấn nạn của giới trẻ ngày nay.